# American Sports Story: Aaron Hernandez
American Sports Story: Aaron Hernandez é uma série de televisão estadunidense de crime real antológica, criada por Stuart Zicherman para a FX. A série é baseada no podcast Gladiator: Aaron Hernandez and Football Inc. de The Boston Globe e Wondery e estreou em 17 de setembro de 2024.

## Sinopse
A série retrata a ascensão e queda do astro da NFL Aaron Hernandez e explora as diferentes vertentes de sua identidade, sua família, sua carreira, seu suicídio e seu legado nos esportes e na cultura americana.

## Elenco e personagens

### Principal
- Josh Rivera como Aaron Hernandez
- Jaylen Barron como Shayanna Jenkins
- Lindsay Mendez como Tanya Singleton
- Ean Castellanos como D.J. Hernandez
- Tammy Blanchard como Terri Hernandez

### Convidado
- Vincent Laresca como Dennis Hernandez
- Tony Yazbeck como Urban Meyer
- Patrick Schwarzenegger como Tim Tebow
- Alex Meraz como Carlos 'Charlie Boy' Ortiz
- Roland Buck III como Alexander Sherrod
- Catfish Jean como Ernest 'Bo' Wallace
- Scot Ruggles como Steve Addazio
- Kalama Epstein como Dennis Sansoucie
- Adam Lindo como Thaddeus Singleton III
- Jeffrey Nordling como Huntley Johnson
- Daniel Bellomy como Brandon Spikes
- Warren Egypt Franklin como Cam Newton
- Kerry Butler como Shelly Meyer
- Elijah Bell como Mike Pouncey
- Isaac Bell como Maurkice Pouncey
- Jake Cannavale como Chris
- J. Alex Brinson como Odin Lloyd
- Thomas Sadoski como Brian Murphy
- Norbert Leo Butz como Bill Belichick

## Episódios
| N.º | Título                                 | Dirigido por      | Escrito por                       | Lançamento             | Audiência (milhões) |
| --- | -------------------------------------- | ----------------- | --------------------------------- | ---------------------- | ------------------- |
| 1 | "If It's To Be"                        | Carl Franklin     | Stuart Zicherman                  | 17 de setembro de 2024 | ASD                 |
| O jovem Aaron cresce com grandes aspirações e imensa pressão por sua carreira no futebol, mas quando uma tragédia acontece, seu destino cai em novas mãos.                          |                                        |                   |                                   |                        |                     |
| 2 | "Consequences, with Extreme Prejudice" | Carl Franklin     | Ryan Farley                       | 17 de setembro de 2024 | ASD                 |
| Diante da competição de nível universitário dentro de campo e das distrações fora dele, Aaron aprende que as regras funcionam de forma diferente quando você é um membro da equipe. |                                        |                   |                                   |                        |                     |
| 3 | "Pray the Gay Away"                    | Paris Barclay     | Chelsey Lora                      | 24 de setembro de 2024 | ASD                 |
| O status de estrela de Aaron lhe traz reconhecimento, mas ele luta para resistir a tentações ocultas e busca conselhos de uma fonte improvável.                                     |                                        |                   |                                   |                        |                     |
| 4 | "Birthday Money"                       | Paris Barclay     | Ryan Farley e Chelsey Lora        | 1 de outubro de 2024   | ASD                 |
| Aaron se prepara para o Draft da NFL com grandes esperanças, mas segredos do seu passado ameaçam destruir suas perspectivas na NFL.                                                 |                                        |                   |                                   |                        |                     |
| 5 | "The Man"                              | Maggie Kiley      | Domonique Foxworth e Liz Tuccillo | 8 de outubro de 2024   | ASD                 |
| "Patriot Way", Aaron se reconecta com um antigo interesse amoroso e procura um novo amigo perigoso.                                                                                 |                                        |                   |                                   |                        |                     |
| 6 | "Herald Street"                        | Maggie Kiley      | Matthew Hodgson                   | 15 de outubro de 2024  | ASD                 |
| À medida que seu estrelato na NFL aumenta, Aaron comete um ato violento que lança uma sombra assustadora sobre sua vida perfeita.                                                   |                                        |                   |                                   |                        |                     |
| 7 | "Dirty Pain"                           | Steven Canals     | Lee Edward Colston II             | 22 de outubro de 2024  | ASD                 |
| Temendo por sua vida, Aaron vai para a Califórnia para uma cirurgia e um novo começo, mas não consegue escapar de sua crescente paranoia.                                           |                                        |                   |                                   |                        |                     |
| 8 | ASA                                    | Steven Canals     | Hadi Nicholas Deeb                | 29 de outubro de 2024  | ASD                 |
| 9 | ASA                                    | Jennifer Lynch    | Stuart Zicherman                  | 5 de novembro de 2024  | ASD                 |
| 10 | ASA                                    | Michael Uppendahl | Stuart Zicherman                  | 12 de novembro de 2024 | ASD                 |

## Produção

### Desenvolvimento
Em 13 de agosto de 2021, a FX anunciou que estava desenvolvendo mais um spin-off da franquia American Story sobre crimes envolvendo figuras do esporte chamado American Sports Story. A série abordará a história do jogador de futebol americano Aaron Hernandez e será baseado no podcast Gladiator: Aaron Hernandez and Football Inc. de The Boston Globe e Wondery. Em 10 de julho de 2024, a FX anunciou que a série estreará em 17 de setembro de 2024.

### Escolha de elenco
Em 3 de novembro de 2023, Josh Rivera, Patrick Schwarzenegger e Lindsay Mendez juntaram-se ao elenco da série. Josh interpretará Aaron Hernandez; Patrick interpretará Tim Tebow, jogador de futebol americano do New England Patriots; Lindsay interpretará Tanya Singleton, prima de Aaron. Em 14 de novembro de 2023, Tony Yazbeck juntou-se ao elenco da série e interpretará Urban Meyer, técnico da Universidade da Flórida. Em 28 de novembro de 2023, Jake Cannavale e Catfish Jean juntaram-se ao elenco da série. Jake interpretará Chris, interesse amoroso de Aaron; Catfish interpretará Ernest 'Bo' Wallace, amigo de Aaron. Em 23 de janeiro de 2024, Jaylen Barron juntou-se ao elenco da série e interpretará Shayanna Jenkins, noiva de Aaron. Em 27 de fevereiro de 2024, Tammy Blanchard juntou-se ao elenco da série e interpretará Terri Hernandez, mãe de Aaron. Em 21 de março de 2024, J. Alex Brinson juntou-se ao elenco da série e interpretará o jogador de futebol americano Odin Lloyd. Em 24 de junho de 2024, Scot Ruggles juntou-se ao elenco da série e interpretará Steve Addazio, técnico da Universidade da Flórida. Em 10 de julho de 2024, Ean Castellanos, Thomas Sadoski  e Norbert Leo Butz juntaram-se ao elenco da série. Ean interpretará DJ Hernandez, irmão de Aaron; Thomas interpretará Brian Murphy, agente de Aaron; Norbert interpretará Bill Belichick, treinador do New England Patriots. Em 5 de agosto de 2024, Ross Jirgl e Jerry Levine juntaram-se ao elenco da série. Ross interpretará Tom Brady, jogador de futebol americano do New England Patriots; Jerry interpretará Robert Kraft, dono do New England Patriots. Em 9 de agosto de 2024, Laith Wallschleger juntou-se ao elenco da série e interpretará o jogador de futebol americano do New England Patriots Rob Gronkowski.

### Filmagens
As filmagens ocorreram entre 3 de abril de 2023 e 1 de março de 2024.